# José Lai Hung-Seng
José Lai Hung-seng (黎鴻昇) nacido en Macao el 14 de enero de 1946 es el actual obispo católico de Macao. Fue el primer obispo nacido en la diócesis y el segundo chino. Fue nombrado el 23 de enero de 2001 coadjuntor y tomó posesión el 30 de junio de 2003.